# Asyryjski Kościół Wschodu
Święty Apostolski Katolicki Asyryjski Kościół Wschodu (klasyczny syr. ܥܕܬܐ ܩܕܝܫܬܐ ܘܫܠܝܚܝܬܐ ܩܬܘܠܝܩܝ ܕܡܕܢܚܐ ܕܐܬܘܪܝܐ, ʻIttā Qaddishtā w-Shlikhāitā Qattoliqi d-Madnĕkhā d-Āturāyē) – jeden z Kościołów wschodnich wywodzących swoje korzenie od patriarchatu Seleucji-Ktezyfonu – Kościoła Wschodu, a działający pierwotnie Azji Środkowej oraz na Bliskim Wschodzie. Teologicznie łączony z doktryną nestorianizmu, jednak faktycznie opierający się na naukach Teodora z Mopsuestii oraz Babaja Wielkiego. Nazwy „Kościół nestoriański” i „nestorianie”, podobnie, jak w przypadku Kościoła jakobickiego i jakobitów, zostały nadane przez przeciwników tego Kościoła i nie są używane przez samych jego wiernych. W przeciwieństwie do Cerkwi prawosławnej oraz Kościołów orientalnych nie jest w komunii z żadnym innym chrześcijańskim związkiem wyznaniowym.
Katolikos-patriarcha Gewargis III Sliwa przeniósł rezydencję patriarszą z Chicago do Irbilu. Jego kler działa na terenach Ameryki Północnej, Bliskiego Wschodu, Indii, Oceanii i Europy. Funkcjonuje wedle rytu chaldejskiego, zaś językiem liturgicznym jest syryjski.
Przez wiele stuleci Kościół Wschodu był w Europie niemal zupełnie nieznany. Przez kilka stuleci tworzył on świat chrześcijański nieustępujący rozległością terytorium, liczebnością wiernych ani zapałem misyjnym chrześcijaństwu z basenu Morza Śródziemnego. Tymczasem do Europy, w każdym razie do Europy Zachodniej, docierały co najwyżej niejasne pogłoski o istnieniu w Azji chrześcijańskiego imperium, z których narodziła się legenda Księdza Jana. Kościół azjatycki został „odkryty” dopiero na początku II tysiąclecia, za przyczyną Mongołów, a dalsze wiadomości przyniosły dopiero podróże Jana di Piano Carpiniego, Wilhelma z Rubruk i Marco Polo.

## Historia

### Początki
Początki chrześcijaństwa na Wschodzie tradycja łączy z apostołem Tomaszem, który miał przez Persję dotrzeć aż do Indii, oraz z uczniami Chrystusa Tadeuszem (Addai) i Marim. W Mezopotamii chrześcijaństwo rozpowszechniło się równie szybko, jak w Cesarstwie rzymskim. Prawdopodobnie pierwszym ośrodkiem chrześcijaństwa na tych terenach była Edessa – stolica królestwa Osroene na pograniczu posiadłości Rzymu i Persji. Poświadczone jest istnienie tam chrześcijaństwa już w połowie II wieku, a możliwe, że chrześcijanie żyli tam już pod koniec I wieku. Gdy w połowie III wieku Edessa dostała się pod władzę Persji, stała się ośrodkiem, z którego chrześcijaństwo promieniowało dalej na wschód – na tereny wybrzeży Zatoki Perskiej, obecnego Iranu, a nawet Afganistanu. Kolejnymi ośrodkami chrześcijaństwa na Wschodzie (tutaj rozumianym jako tereny na wschód od granic Rzymu) stawały się Arbela, perska stolica Seleucja, siedziba szkoły teologicznej – Nisibis. W III wieku nad Zatoką Perską i w Mezopotamii istniało już około 20 biskupstw.
Powstały w ten sposób kościół perski rozwijał się w specyficznych warunkach. Nigdy nie działał na terenach podległych władzy chrześcijańskiej, lecz zawsze pod świecką władzą innowierców – zoroastrian, muzułmanów, hinduistów, buddystów. Ten stan rzeczy rodził daleko idące konsekwencje. Przede wszystkim Kościół Wschodu nie mógł liczyć na poparcie władzy państwowej; z drugiej strony obywał się bez jej ingerencji w sprawy wiary, co zdarzało się w Rzymie, a nagminne było w Bizancjum. Kościół Wschodu, aż do XVI wieku nie doznał wielkich herezji i rozłamów, jakie drążyły kościół świata rzymskiego – jego istnieniu zagrażały raczej prześladowania ze strony władz świeckich. Państwa graniczące od wschodu z imperium rzymskim, a później bizantyjskim – partyjskie, perskie, arabskie, tureckie – pozostawały w bezustannym konflikcie z Rzymem (Bizancjum). Kiedy w IV wieku cesarstwo rzymskie stało się państwem chrześcijańskim, chrześcijaństwo zaczęto utożsamiać z Rzymem. Wskutek tego chrześcijanie mieszkający na terenie podległym aktualnej władzy stawali się w najlepszym razie podejrzani o współpracę z Rzymem, a w najgorszym – poddawano ich prześladowaniom. Starając się ich uniknąć, chrześcijanie Wschodu demonstracyjnie podkreślali swą niezależność od kościoła świata rzymskiego, co oznaczało w pierwszej kolejności zerwanie kontaktów z Zachodem.
Pierwsze prześladowania nadeszły w IV wieku, w Persji Sasanidów, za szacha Szapura II (341–379). Następne fale powtarzały się za panowania kolejnych szachów, przez cały V i VI wiek. Liczba męczenników sięgała tysięcy, ginęli patriarchowie, biskupi i zwykli wierni. Prześladowania nie rozbiły jednak kościoła – przeciwnie, chrzest krwi sprawił, że uciekający przed nimi chrześcijanie stawali się misjonarzami. Wraz z falami uchodźców z Persji chrześcijaństwo rozprzestrzeniło się w Arabii, na terenach dzisiejszego Kataru, Bahrajnu i Jemenu. W 356 doszło do chrztu królestwa Himjarytów w Jemenie.
Opisane warunki i zdarzenia pociągnęły za sobą odmienności w rozwoju Kościoła Wschodu. Przed przyjęciem nicejskiego wyznania wiary (w 410) Kościół Wschodu miał już własne wyznanie wiary, autorstwa Afrahata i własną anaforę świętych Addaia i Mariego, która nie zawierała Opisu Ustanowienia (anamnezy). Używano również zestawienia ewangelii (Diatessaron, tłumaczenia Tacjana), do czasu zastąpienia go pełnym tłumaczeniem Pisma Świętego na syryjski (Peszitta). Język syryjski od początku był liturgicznym językiem Kościoła Wschodu i pozostał nim do dziś, mimo że większość wiernych używała innych języków.
Kościół perski początkowo podlegał patriarsze Antiochii. Jednak po wspomnianym wcześniej ustaniu łączności z kościołem imperium rzymskiego jego samodzielność rosła. Biskup bliźniaczej stolicy Persji Seleucji-Ktezyfonu Papa bar Aggaj (310–329) ogłosił się katolikosem. W 410 katolikos Izaak połączył diecezje Wschodu, pozostające dotychczas pod bezpośrednią władzą patriarchy Antiochii, w oddzielną prowincję kościelną pod swoim zwierzchnictwem. W 420 szach Jezdegerd I uznał katolikosa Seleucj-Ktezyfonu za zwierzchnika wszystkich chrześcijan w swym imperium. W 424 na synodzie w Markbacie, za pontyfikatu katolikosa Dadiszu I, biskupi kościoła perskiego uznali katolikosa za patriarchę, odrzucając wszelką zwierzchność patriarchów Antiochii i Rzymu.

### Doktryna nestorianizmu
Do końca V wieku nauka Kościoła Wschodu nie różniła się od nauki kościoła świata rzymskiego. Aprim Asyryjczyk uczestniczył w soborze powszechnym w Nicei w 325. Jednak w połowie V wieku szachowie perscy, widząc możliwość podporządkowania sobie chrześcijan mieszkających w Persji, zaczęli popierać rozwój nestorianizmu: przyjęli pod swoją opiekę nestorian uciekających z terytorium Rzymu (462), zgładzili prorzymskiego patriarchę Babowai, w miejsce którego w 484 roku został wybrany nestorianin Bar Sauma, biskup Nisibisu; zgodzili się także na przeniesienie z Edessy nestoriańskiej szkoły teologicznej zlikwidowanej przez cesarza Zenona w 489 roku. Już kilka lat wcześniej, w 484 i w 486 roku, kolejne synody przyjęły chrystologię Teodora z Mopsuestii, co ostatecznie potwierdził patriarcha Babaj na kolejnym synodzie w 497 roku. W ten sposób Kościół Wschodu przyjął nieco zmienioną doktrynę nestorianizmu. Do dziś jego doktorami i świętymi pozostają Teodor z Mopsuestii wraz z Nestoriuszem i Diodorem z Tarsu.
Pod koniec VI wieku ówczesny rektor szkoły nisibiskiej Henana z Adiabeny usiłował zastąpić nauczanie Teodora z Mopsuestii własną doktryną, opartą na naukach Orygenesa. Jednak Babaj Wielki, jeden z doktorów kościoła nestoriańskiego, nie dopuścił do przyjęcia doktryny Henany. Sformułował natomiast własną systematyczną teologię, przetwarzając dość znacząco tezy Teodora z Mopsuestii. Ta właśnie zmodyfikowana doktryna jest do dziś nauką Kościołów wywodzących się od Kościoła Wschodu.

### Rozkwit

Kościół Wschodu we wczesnym średniowieczu.

V, VI i VII wiek przyniósł dalszy ciąg działalności misyjnej, lecz teraz głównymi krzewicielami wiary stali się mnisi. Ruch monastyczny rozpoczął się w Kościele Wschodu niedługo po pojawieniu się monastycyzmu w Egipcie w IV wieku i pod jego wpływem, ale przybrał diametralnie odmienne oblicze. Mnisi nestoriańscy, zachowując ascezę, nie zrywali ze światem zewnętrznym – przeciwnie, za jeden ze swoich podstawowych obowiązków uważali działalność ewangelizacyjną. Prowadzili ją gorliwie i skutecznie. W imperium perskim chrześcijaństwo stało się drugą religią pod względem liczebności wyznawców. Organizacja kościelna sięgnęła Azji Środkowej – powstały biskupstwa w Merwie i Heracie, wśród Heftalitów i tureckich plemion Wielkiego Stepu. Około roku 635 misjonarz Alopen dotarł do Chin. W VIII i IX wieku patriarchowie nestoriańscy wysyłali biskupów do Jemenu, Indii, Tybetu i Chin, powstały arcybiskupstwa w Samarkandzie i Kaszgarze, metropolia w Bucharze. Spośród tureckich plemion Wielkiego Stepu ulegli całkowitej lub częściowej chrystianizacji Seldżukowie (ci sami, którzy później podbili Bliski Wschód), Kereici (1008), Onguci, Ujgurzy, Najmanowie, Merkici, Urjan-gakit i Kangli. Istniały nestoriańskie biskupstwa na Cejlonie i Sokotrze oraz w Indiach, skupiska chrześcijan powstały w Chinach właściwych, w Turkiestanie Chińskim, w Mongolii, na Malediwach. Choć pierwsza fala chrześcijaństwa w Chinach rychło upadła wskutek prześladowań w IX wieku, to i tak źródła pisane sugerują, że chrześcijaństwo było przez pewien czas religią dominującą na obszarze między Morzem Kaspijskim a Sinciangiem.

### Złoty okres
Pod koniec pierwszego tysiąclecia patriarsze nestoriańskiemu podlegało dwudziestu metropolitów, 250 biskupów i około 12 mln wiernych – czwarta część całego ówczesnego chrześcijaństwa, na obszarze większym, niż ten, jaki kiedykolwiek podlegał władzy papieży przed odkryciem Ameryki. Był to złoty okres Kościoła Wschodu. Zmiana władzy świeckiej z perskich Sasanidów, nieprzyjaznych chrześcijaństwu, na kalifów arabskich, traktujących chrześcijan obojętnie lub nawet życzliwie, dała kościołowi spokój i stabilizację. Stolicą imperium arabskiego stał się Bagdad, dokąd przeniósł się również nestoriański patriarchat w 800 roku, będąc odtąd w centrum wydarzeń politycznych Azji i aktywnie w nich uczestnicząc. Nestorianie mieli wiele do powiedzenia na dworze kalifów, sprawowali funkcje publiczne i rozmaite godności. Jednak w tym sukcesie kryły się zalążki późniejszej katastrofy. Bliskie związki z arabskimi kalifami (a później z ich mongolskimi następcami), zapewnianie sobie przychylności władców, zepchnęły hierarchów Kościoła Wschodu do rzędu dworskich dygnitarzy, ze wszystkimi tego konsekwencjami – dochodziło do przekupstw, handlu godnościami kościelnymi, wreszcie do konfliktów, nawet do otwartych walk między koteriami chrześcijan. Tak więc, paradoksalnie, nagłe polepszenie pozycji zaszkodziło Kościołowi. Mniej więcej w tym samym okresie zaczął się obniżać również poziom wiedzy o zasadach wiary, zarówno wśród duchownych, jak i wśród świeckich. Chrześcijaństwo Wschodu, rozległe terytorialnie, zaczęło być powierzchowne w swej treści.
Kościołowi Wschodu początkowo nie zaszkodził wstrząs wywołany nagłym powstaniem imperium mongolskiego w XIII wieku. Zarówno Czyngis-chan, jak i jego następcy byli życzliwi wobec chrześcijan, nawrócono nawet część chańskiej rodziny, co zaowocowało oszczędzeniem ludności chrześcijańskiej podczas zajmowania Merwu i Niszapuru. Okres mongolskiej władzy w Chinach był również okresem działalności misyjnej w tym kraju, ukoronowanej ustanowieniem metropolii w Chanbałyku (dzisiejszym Pekinie). Jednak po obaleniu mongolskiej dynastii Yuan w II połowie XIV wieku chrześcijaństwo chińskie ponownie upadło na skutek prześladowań, obejmujących wszystkie „obce”, nie-chińskie religie. Tym niemniej Kościół Wschodu nadal rozciągał się od południowej Syberii po Cejlon i od Persji po zachodnie Chiny, możliwe zaś, że skupiska chrześcijan istniały także w Korei, Japonii, Birmie, Indochinach, na Jawie i na Filipinach.

### Upadek
Sytuacja zmieniła się diametralnie pod koniec XIII wieku, kiedy to Ilchanidzi – perska gałąź potomków Czyngis-chana – przeszli na islam. W tym samym okresie dynastie potomków Czyngis-chana panujące we właściwej Mongolii i w Chinach przyjęły konfucjanizm, taoizm i buddyzm. Wraz z tym skończyła się życzliwość panujących dla chrześcijaństwa, a zaczęły się prześladowania. Kościół Wschodu, rozciągnięty na ogromnych obszarach Azji, mimo misyjnych sukcesów niemal wszędzie stanowiący mniejszość religijną, słabo zakorzeniony w lokalnych społecznościach, pozbawiony oparcia politycznego, w niesprzyjających warunkach zaczął zanikać. W porównaniu z pierwszymi wiekami upadł w nim również poziom wiedzy o prawdach wiary – miejsce solidnej chrześcijańskiej formacji zajęły przesądy i niewiedza, co zauważali już europejscy podróżnicy w XIII wieku. Szczególna cecha nestoriańskiego chrześcijaństwa, zawarta w samych korzeniach jego nauki – nacisk na warstwę ludzką, a nie nadprzyrodzoną – doprowadziła ogół wiernych do poglądu, że łaska Boża objawia się tylko w powodzeniu w życiu doczesnym. Logiczną konsekwencją było pójście za tymi, którzy wygrywali kolejne wojny, a więc porzucenie chrześcijaństwa na rzecz islamu. Przy takiej postawie wiernych kościół Wschodu nie miał szans podźwignięcia się z ruin.
Śmiertelny cios chrześcijaństwu w Azji zadał Timur (Timur Leng, Tamerlan), z czasem fanatyczny neofita muzułmański. Kościół Wschodu legł w gruzach – dosłownie, bo po przejściu wojsk Timura z mijanych miast, w tym chrześcijańskich, pozostawały ruiny i stosy trupów. Nietknięty pozostał jedynie Kościół południowych Indii, a to tylko dlatego, że wojska Timura nie zapuściły się tak daleko. Resztki wiernych pozostałych po masakrze skupiły się na obszarach perskiego Azerbejdżanu między jeziorami Wan i Urmia, gdzie żyły rozproszone między Turkami i Kurdami. Liczba ich stopniowo spadała, aż do 100-150 tysięcy w połowie XIX wieku. Siedzibą nestoriańskiego patriarchy stała się miejscowość Koczanis (Kotshnes, Quodshanis, Kuchanis) w niedostępnych górach Hakkari. Od połowy XV wieku godność patriarchy stała się dziedziczna (z wuja na siostrzeńca).
W 1552 w Kościele Wschodu doszło do rozłamu, gdy w wyniku przyjęcia unii z Rzymem przez patriarchę i część biskupów powstał unicki Kościół chaldejski. W XVII wieku część wiernych tego kościoła, łącznie z patriarchą, powróciła do kościoła nestoriańskiego z powodu sporu z Rzymem co do celibatu księży, jednak podział chrześcijan Wschodu na dwa Kościoły stał się faktem. W tym samym okresie wypowiedziała posłuszeństwo patriarsze nestoriańskiemu większość wiernych i duchownych Kościoła malabarskiego.

## Współczesność
Od połowy XIX wieku datują się kolejne rzezie, okresowo urządzane wśród nestorian przez Kurdów i Arabów, między którymi mieszkali. Ostatecznie cała ludność nestoriańska została zmuszona do ucieczki z gór Hakkari – w 1915 do rosyjskiej części Azerbejdżanu, potem do irackiego Kurdystanu. Po kolejnych rzeziach w 1918 i w 1933 doszło do masowej emigracji nestorian z Iraku, głównie do Europy i Ameryki Północnej. Emigrował nawet – po uwięzieniu i wygnaniu przez władze irackie – patriarcha Iszaja Szymon XXIII, który w 1940 roku przeniósł stolicę patriarszą do Chicago, a w 1954 – do San Francisco. Dopiero w 1962 patriarcha odwiedził wiernych zamieszkałych w Libanie, Iranie i Indiach (do Iraku nie został wpuszczony).
Szukając porozumienia z siostrzanym Kościołem chaldejskim patriarcha przeprowadził reformę, polegającą głównie na przyjęciu kalendarza gregoriańskiego. Ta reforma wraz z zastrzeżeniami do osoby patriarchy doprowadziła do powstania wewnątrzkościelnej opozycji, której przewodził metropolita Indii Tomasz Darmo. W 1968 opozycja wywołała schizmę pod hasłem zachowania tradycji. Schizmatycy utworzyli nową organizację kościelną – Starożytny Kościół Wschodu. Kościół ten został poparty przez rząd Iraku, który przekazał mu wszystkie kościoły nestoriańskie w tym kraju. Dopiero w 1970 rząd iracki zwrócił kościoły prawowitemu Kościołowi nestoriańskiemu i zezwolił patriarsze Szymonowi XXIII na powrót do Iraku. Kościół schizmatycki istnieje do dziś, ma kilka tysięcy wiernych w Syrii, Iraku i Libanie oraz własną hierarchię duchowną na czele z patriarchą, rezydującym w Bagdadzie. Za następcą Mar Szymona XXIII – patriarchą Mar Khanania Dinkhą IV opowiada się dwunastu biskupów, za patriarchą Tadeuszem II – siedmiu. Kontakty między episkopatami obu patriarchów pozwalają mieć nadzieję na rychłe zakończenie rozłamu. W 1995 doszło do zjednoczenia indyjskich gałęzi obu Kościołów – pozostał tylko jeden z metropolitów mianowanych przez konkurencyjnych patriarchów.
Druga połowa XX wieku zaznaczyła się odrodzeniem Kościoła nestoriańskiego, który w 1976 przyjął nazwę „Kościoła asyryjskiego”, stając się Kościołem narodowym. Jednocześnie nastąpiło odrodzenie narodowe jego wiernych, którzy uważają się za potomków starożytnych Asyryjczyków. Kościół asyryjski liczy obecnie 150 do 600 tysięcy wiernych (szacunki są bardzo rozbieżne), którzy mieszkają głównie w diasporze. Po śmierci patriarchy Szymona XXIII w 1975 zarzucono dziedziczenie godności patriarchy. Siedzibą patriarchy było Morton Grove w Illinois, jednak nowy patriarcha Gewargis III Sliwa przeniósł rezydencję patriarszą z powrotem na Bliski Wschód, do Irbilu.
11 listopada 1994 patriarcha Dinkha IV Khanania i Jan Paweł II podpisali wspólną deklarację chrystologiczną, ocenioną jako pierwszy krok do interkomunii. Na razie jednak do rekoncyliacji nie doszło – wspólne deklaracje patriarchów nestoriańskiego i chaldejskiego dopuszczają tylko, w razie konieczności, przyjęcie komunii przez asyryjczyka w kościele chaldejskim i przez chaldejczyka w kościele asyryjskim. Możliwość tę dopuściła również Stolica Apostolska w oświadczeniu Papieskiej Rady Popierania Jedności Chrześcijan z 25 października 2001.

## Teologia

### Sakramenty
W Kościele Asyryjskim podobnie jak w katolickim czy prawosławnym jest 7 sakramentów, niektóre jednak są charakterystyczne tylko dla tego kościoła:
1. Kapłaństwo, które umożliwia udzielanie wszystkich innych sakramentów.
2. Chrzest Święty.
3. Namaszczenie olejem
4. Ofiara Ciała i Krwi Chrystusa (Eucharystia pod postaciami Chleba i Wina)
5. Rozgrzeszenie.
6. Święty Zaczyn (specjalny obrzęd przygotowania chleba eucharystycznego).
7. Znak życiodajnego Krzyża (zastępujący m.in. sakrament małżeństwa)